# ووژوو
ووژوو (به چینی: 梧州市، به پین‌یین: Wúzhōu Shì) و یا نْگْچوو (به ژوانگ: Ngouzcouh Si)(تلفظ کانتونی: Ng⁴zau¹) یک شهر در سطح ولایت در جمهوری خلق چین است که در منطقه خودمختار گوانگشی ژوانگ واقع شده‌است.

## خصوصیات
ووژوو ۱۲٬۵۸۸ کیلومترمربع مساحت و ۳٬۲۷۳٬۳۰۰ نفر جمعیت دارد.
۹۸٪ جمعیت شهر را مردم هان (قومیت چینی)، ۱٪  را مردم ژوانگ و ۱٪ را قوم یائو تشکیل می دهند.